# Mady Rahl

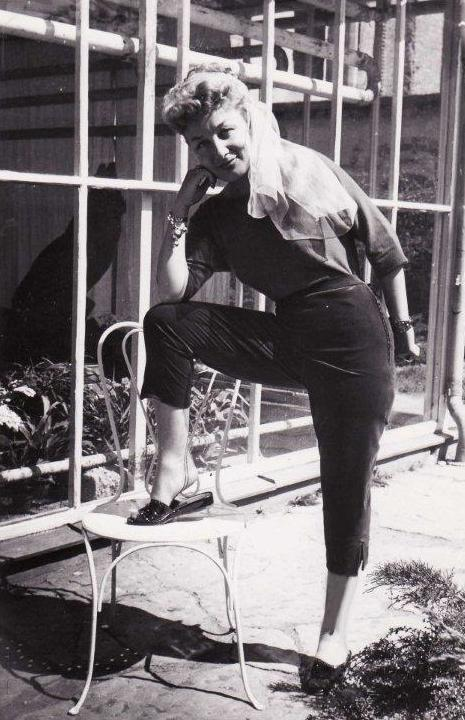
Mady Rahl in 1949

Mady Rahl, geboren als Edith Gertrud Meta Raschke, (Neukölln, 3 januari 1915 - München, 29 augustus 2009) was een Duits toneel- en filmactrice.
Raschke studeerde voor actrice en danseres. In 1935 maakte zij haar toneeldebuut in Leipzig met Douglas Sirk als regisseur en in 1936 maakte ze haar filmdebuut in Der geheimnisvolle Mister X. Met haar rol in het circusdrama Truxa (1937) raakte Rahl bekend bij een ruimer publiek. Zij verscheen in ongeveer 90 films, waarvan verschillende voor UFA. Later verscheen zij regelmatig op de televisie, maar bleef zij ook actief in het toneel.
Rahl huwde een eerste maal met Theodor Reimers, vervolgens met producer Wilhem Sperber en ten slotte met Werner Bürkle. Zij was vóór haar dood bijna blind en leed aan dementie. Zij overleed in augustus 2009 aan kanker.

## Filmografie (selectie)
- 1936: Blinde Passagiere
- 1936: Das Gäßchen zum Paradies
- 1936: Der geheimnisvolle Mister X
- 1937: Truxa
- 1937: Fremdenheim Filoda
- 1937: Zu neuen Ufern
- 1937: Der Unwiderstehliche
- 1937: Zweimal zwei im Himmelbett (met Georg Alexander, Paul Henckels en Carola Höhn)
- 1937: Zu neuen Ufern (Zarah Leander, Willy Birgel)
- 1938: Eine Nacht im Mai (Marika Rökk, Viktor Staal, Oskar Sima)
- 1938: War es der im 3. Stock?
- 1939: Fräulein
- 1939: Hallo Janine (Marika Rökk, Johannes Heesters)
- 1940: Die lustigen Vagabunden
- 1940: Der dunkle Punkt
- 1941: Ich bin gleich wieder da
- 1941: Krach im Vorderhaus
- 1942: Hab mich lieb!
- 1942: Geliebte Welt
- 1942: Meine Frau Teresa (Elfie Mayerhofer, Hans Söhnker)
- 1943: Tonelli
- 1944: Sieben Briefe (O.W. Fischer)
- 1944: Das Konzert
- 1945: Dreimal Komödie
- 1945: Die tolle Susanne
- 1946: Sag' die Wahrheit
- 1949: Die Nacht der Zwölf
- 1949: Der blaue Strohhut
- 1950: Alles für die Firma
- 1950: Skandal in der Botschaft
- 1951: Rausch einer Nacht
- 1951: Grenzstation 58
- 1952: Der Mann in der Wanne
- 1951: Augen der Liebe (Käthe Gold, René Deltgen)
- 1951: Die Dame in Schwarz (Paul Hartmann, Rudolf Prack)
- 1954: Sanatorium total verrückt
- 1954: Gefangene der Liebe (Curd Jürgens, Bernhard Wicki)
- 1954: Drei vom Varieté - Spiel mit dem Leben
- 1956: Roter Mohn
- 1956: Der Fremdenführer von Lissabon
- 1956: Die Stimme der Sehnsucht
- 1957: Träume von der Südsee
- 1957: Haie und kleine Fische
- 1957: Schön ist die Welt
- 1957: Der Jungfrauenkrieg (Gerlinde Locker, Oskar Sima, Kurt Heintel)
- 1957: Das Herz von St. Pauli (Hans Albers, Gert Fröbe)
- 1957: Ober zahlen (Hans Moser, Paul Hörbiger)
- 1958: Stefanie
- 1958: Mit Eva fing die Sünde an (Willy Fritsch, Karin Dor)
- 1958: Das Mädchen mit den Katzenaugen
- 1958: Immer die Radfahrer
- 1958: Der Page vom Palast-Hotel
- 1958: Der Greifer
- 1959: Nacht fiel über Gotenhafen
- 1959: Ein Tag, der nie zu Ende geht
- 1959: Geliebte Bestie
- 1960: Frauen in Teufels Hand
- 1960: Der Hauptmann von Köpenick (televisiefilm)
- 1961: Der Fälscher von London (een film van Edgar Wallace)
- 1963: Hochzeit am Neusiedler See (Rolf Olsen, Gertraud Jesserer, Udo Jürgens, Rocco Granata)
- 1963: Mit besten Empfehlungen
- 1963: Die weiße Spinne
- 1963: Stahlnetz: Das Haus an der Stör
- 1964: Tim Frazer jagt den geheimnisvollen Mister X
- 1964: Der Hund von Blackwood Castle (film van Edgar Wallace)
- 1964: Das Wirtshaus von Dartmoor
- 1964: Liebesgrüße aus Tirol
- 1964: Die große Kür
- 1964: Holiday in St. Tropez
- 1965: Situation Hopeless … But Not Serious
- 1966: Das Spukschloß im Salzkammergut
- 1967: Der Hund von Blackwood Castle
- 1967: Jungfrau aus zweiter Hand
- 1967: Der dritte Handschuh
- 1968: Otto ist auf Frauen scharf
- 1969: Venus im Pelz
- 1969: Dem Täter auf der Spur – Familienärger
- 1971: Immer die verflixten Weiber
- 1972: Dem Täter auf der Spur – Kein Hafer für Nicolo
- 1973: Der Kommissar – Ein Funken in der Kälte
- 1973: Tatort: Tote brauchen keine Wohnung (televisieserie)
- 1973: Dem Täter auf der Spur – Blinder Hass
- 1973: Dem Täter auf der Spur – Stellwerk 3
- 1974: Karl May (biopic in een regie van Hans-Jürgen Syberberg)
- 1975: Ein Fall für Sie! – Sonnenschein bis Mitternacht
- 1977: Das Gesetz des Clans
- 1979: Tatort: Die Kugel im Leib (televisieserie)
- 1979: Der Sturz (Wolfgang Kieling, Hannelore Elsner; naar een roman van Martin Walser)
- 1986: Ein Fall für zwei – Erben und Sterben
- 1987: Die Krimistunde - Wer andern in der Grube gräbt (televisieserie)
- 1987: Die glückliche Familie
- 1988–1989: Die Wicherts von nebenan
- 1988: Der Angriff
- 1988: Justitias kleine Fische (televisieserie)
- 1992: Kein pflegeleichter Fall - Annabelle (televisie)
- 1993: Glückliche Reise - Namibia (televisieserie)
- 1993: Shiva und die Galgenblume (de laatste film van het Derde Rijk (onvoltooide film uit 1945, opnieuw gecast))
- 1994: Cornelius hilft (televisieserie)
- 1995: Für alle Fälle Stefanie (1 aflevering)
- 1995: Die Lüge (televisie)
- 2000: Auf eigene Gefahr .... Edda Subara (1 aflevering)
- 2000: Auf eigene gefahr - Das Collier - Edda Subara (televisie)
- 2004: Polizeiruf 110 .... Vater unser (1 aflevering)